# Trashaun Nixon
Trashaun Nixon (Oxnard, ...) è un giocatore di football americano statunitense che gioca come runningback per i Fujitsu Frontiers.
Dopo aver giocato per la squadra universitaria dei New Mexico State Aggies ha firmato con i giapponesi Fujitsu Frontiers.